# Diecezja Kasese
Diecezja Kasese – diecezja rzymskokatolicka w Ugandzie. Powstała w 1989 .

## Biskupi diecezjalni
- bp Egidio Nkaijanabwo (1989-2014)
- bp Acquirino Francis Kibira (od 2014)